# Nego Gallo
Carlos Eduardo da Silva (Rio de Janeiro, 20 de outubro de 1974), mais conhecido pelo nome artístico Nego Gallo, ou Carlos Gallo, é um rapper, cantor e compositor brasileiro. Em 2005, criou com o rapper Don L o grupo Costa a Costa, em Fortaleza, Ceará. O grupo foi premiado duas vezes no Prêmio Hutúz, principal premiação do hip hop brasileiro na primeira década do século XXI. Sua mixtape Dinheiro, Sexo, Drogas e Violência de Costa a Costa, lançada em 2007, vendeu milhares de cópias caseiras de forma independente.
A mixtape solo ''Carlin voltou'' foi lançada por Carlos Gallo em 2016, por meio de seu canal no YouTube. Com quatro faixas, o trabalho já trazia a participação Coro MC na produção musical, mas a parceria ainda daria mais frutos.
Em 10 de janeiro de 2019, Nego Gallo lançou nova mixtape solo, Veterano, dessa vez obtendo reconhecimento amplo e imediato. O trabalho reuniu onze faixas, produzidas por Coro MC em Fortaleza e finalizadas por Léo Grijó em São Paulo. Com sonoridades que também incluem trap, reggae, funk, brega e cumbia villera, as composições trouxeram participações de Mc Mah, DaGanja, Galf AC (em "Acima de nós só o justo"), Don L (em "No meu nome") e Coro MC (em "Passado presente"). A capa de Veterano contou com fotografia de Antonello Veneri e arte de Filipi Filippo, que já tinha assinado a arte visual de trabalhos de Don L, como Caro Vapor/Vida e Veneno de Don L e Roteiro Pra Aïnouz, Vol. 3. Um dos singles da mixtape de Gallo, "Downtown", foi lançada com exclusividade na rede pela Red Bull Music.

## História
Carlos Gallo chegou a Fortaleza muito jovem, vindo do Rio de Janeiro junto com os irmãos e a mãe, auxiliar de enfermagem. Na capital cearense, sempre morou em comunidades de alguma forma atingidas pela violência urbana. Para as gravações de Veterano, Gallo alugou um barraco por oito meses na comunidade praiana de Goiabeiras, onde estava localizado o estúdio em que trabalhou com Coro MC.
Ao longo de 2018, eles viram cinco assassinatos acontecerem na frente do local. No período, Fortaleza figurava como a sétima cidade mais violenta do mundo no relatório da ONG mexicana Seguridad, Justicia y Paz e o Ceará tornou-se o terceiro estado brasileiro com maior número de mortes violentas no primeiro semestre de 2018, com um aumento de 39% nessas ocorrências, em relação ao ano anterior. Quando a mixtape Veterano foi lançada, o estado vivia uma sequência de ataques de facções criminosas, em enfrentamento com os poderes instituídos.
“Eu queria falar dessa cidade. Tá difícil, tá brabo em vários lugares, mas vamos viver”, afirmou à época do lançamento. Apesar de refletir sobre os problemas, as canções também apontam outros horizontes para além daqueles da violência, com ritmos muitas vezes envolventes e dançantes. "Imagine o que é você estar dançando no meio de uma guerra. Mas é... É o que essa cidade me ensinou", afirmou o rapper.

## Discografia
- Dinheiro, Sexo, Drogas e Violência de Costa a Costa (mixtape), com Costa a Costa (2007)
- ''Carlin voltou'' (mixtape), solo (2016)
- ''Veterano'' (mixtape), solo (2019)